# 카드 므라드
카드 메라드(프랑스어: Kad Merad, 1964년 3월 27일 ~ )는 알제리계 프랑스인 배우이다.

## 출연 작품
- 워 오브 더 버튼: 작은 영웅들 - 르브락의 아버지 역
- 우물 파는 남자의 딸 (2011, La Fille du puisatier) - 펠리페 람베르트 역
- 플레이 잇 라이크 고다르
- 무슈 파파 (주연, 감독)
- 슈퍼스타 - 마르탕 카진스키 역
- F.B.I. 프로그 벗헤드 인베스티게이터스 (주연, 감독)
- 포옹하는 사람들
- 장난꾸러기 큰 늑대 - 루이 역
- 꼬마 니콜라의 여름방학 - 니콜라의 아버지 역
- 슈퍼처방전 - 디미트리 즈밴카 역
- 방콕의 시장에서
- 디스어피어드 인 윈터
- 비스
- 브로맨스 인 파리
- 마르세유 (주연, 감독, 각본)
- 라 멜로디 - 시몽 다우드 역
- 브리용티심